# ATEK Kyjev
HK ATEK Kyjev je ukrajinský hokejový klub hrající v ukrajinské hokejové lize. Patří mezi jeden z nejlepších hokejových klubů na Ukrajině. Byl založen v roce 1993.
V roce 2007 ATEK ukrajinskou ligu vyhrál. Od roku 2009 do roku 2014 byl klub neaktivní. Vrátil se do ukrajinské ligy v sezóně 2014/2015, kdy vyhrál svůj druhý šampionát.
ATEK Kyjev hraje v Ice Rink ATEK aréně. Klubové barvy jsou modrá, červená, žlutá a bílá.

## Úspěchy
- Ukrajinská liga 2006/2007 – 1. místo
- Ukrajinská liga 2014/2015 – 1. místo